# Tu sei la rosa del lago di Wörth
Tu sei la rosa del lago di Wörth (Du bist die Rose vom Wörthersee) è un film del 1952 scritto, prodotto e diretto da Hubert Marischka. Il titolo è preso dall'omonimo pezzo musicale che Hans Lang compose con grande successo nel 1947.

## Trama
Kate Smith, ballerina di origine austriaca, conosce a Broadway il compositore Jack Long, autore delle musiche dello spettacolo di cui lei è la star. Avendo nostalgia di casa, decidono di tornare in Europa e vanno a stare sul lago di Wörth, dove Rose, la sorella di Kate, è proprietaria di un albergo. Quando Kate presenta il fidanzato in famiglia, scopre che Jack, anni prima, ha avuto una storia con la sorella, osteggiata da suo padre Ferdinand. Ben presto, l'amore tra i due ex fidanzati si riaccende e, così, Kate decide di farsi da parte. Si consolerà tra le braccia di Thomas, il figlio del macellaio.

## Produzione
Il film fu prodotto dall'Algefa Film. Venne girato dall'ottobre al novembre 1952 in Carinzia, a Velden, sul lago Wörthersee e, per gli interni, nei CCC-Ateliers di Berlin-Spandau.

## Distribuzione
Distribuito dalla Constantin Film, il film uscì nelle sale cinematografiche delle Germania Federale il 5 dicembre 1952 mentre in Austria venne presentato nel gennaio del 1953. Nello stesso anno, la S. & G. Foreign Films Ltd. lo distribuì anche negli USA. In Italia, il titolo venne tradotto letteralmente come Tu sei la rosa del lago di Wörth e la Condor Film lo distribuì con visto di censura del gennaio 1954